# Santa Comba Dão
Santa Comba Dão este un oraș în Districtul Viseu, Portugalia.

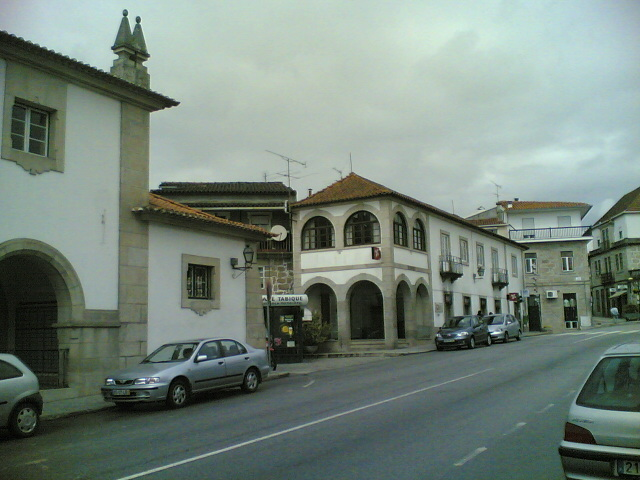
Santa Comba Dão